# Tosny
Tosny era una comuna francesa situada en el departamento de Eure, de la región de Normandía, que el 1 de enero de 2017 pasó a ser una comuna delegada de la comuna nueva de Les Trois-Lacs al fusionarse con las comunas de Bernières-sur-Seine y Venables.

## Demografía
| Gráfica de evolución demográfica de Tosny entre 1800 y 2014 |
|                                                             |

Los datos demográficos contemplados en este gráfico de la comuna de Tosny se han cogido de 1800 a 1999 de la página francesa EHESS/Cassini, y los demás datos de la página del INSEE.